# Medical Police
Medical Police é uma série americana de comédia, produzida pela Netflix. Criado por Rob Corddry, Krister Johnson, Jonathan Stern e David Wain, dirigido por Rob Corddry com o elenco de Erinn Hayes e Rob Huebel. Tendo seu lançamento em 10 de janeiro de 2020.

## Sinopse
Da equipe inimitável por trás do Childrens Hospital, a Medical Police segue dois médicos americanos (Erinn Hayes e Rob Huebel) que trabalham em um hospital pediátrico em São Paulo, Brasil. Involuntariamente descobrem um vírus que ameaça a civilização. Eles logo são recrutados como agentes secretos do governo. Então, encontram-se em uma corrida contra o tempo para encontrar uma cura, enquanto descobrem uma conspiração sombria no centro do surto.

## Sobre a série
Medical Police acompanha dois médicos americanos (Erinn Hayes e Rob Huebel) que trabalham em um hospital infantil em São Paulo. Eles acidentalmente descobrem um vírus que ameaça a civilização. Logo são recrutados como agentes secretos do governo e entram em uma corrida contra o relógio para encontrar a cura.
A Medical Police realmente se inclina para o ângulo de spin intencionalmente forçado, tanto em termos de premissa quanto nas formas mais exatas de apresentar Lola (Erinn Hayes) e Owen (Rob Huebel) como os novos personagens centrais. De acordo com a tradição dos spin-offs de sitcom clássicos, vários personagens do Childrens Hospital fazem "aparições de convidados" que também são estrategicamente salpicadas ao longo da temporada, então Lola e Owen não são os únicos rostos familiares aqui. É também uma estratégia que tira o máximo proveito de cada um desses personagens individuais, em vez de transformá-los em membros de apoio de um grande grupo.

## Elenco

### Principal
Erinn Hayes como Dra. Lola Spratt
Rob Huebel como Dr. Owen Maestro

### Recorrente
Malin Åkerman como Valerie Flame
Sarayu Rao como Sloane McIntyre
Rob Corddry como Blake Downs
Tom Wright como Diretor Patten
Lago Bell como Cat Black
Jason Schwartzman como O Pintassilgo
Fred Melamed como Professor Waters
Megan Le como agente Tran
Ken Marino como Glenn Richie
Eric Nenninger como Collins
Randall Park como Clavis Kim

## Episódios
São episódios da série:

### 1ª Temporada (2020)
| N.º | Título                            | Dirigido por | Escrito por                                        | Exibição original     |
| --- | --------------------------------- | ------------ | -------------------------------------------------- | --------------------- |
| 1 | "Decolar"                         | Bill Benz    | - David Wain - Krister Johnson - Jonathan M. Stern | 10 de janeiro de 2020 |
| Após descobrirem um surto de uma doença rara e mortal, a doutora Lola Spratt e o doutor Owen Maestro se unem a uma divisão secreta do CCD para combatê-lo.              |                                   |              |                                                    |                       |
| 2 | "Goldfinch"                       | Bill Benz    | - David Wain - Krister Johnson - Jonathan M. Stern | 10 de janeiro de 2020 |
| Em Berlim, Owen e Lola encontram um aliado rebelde e perseguem um homem que não é o que parece. Ou é?                                                                   |                                   |              |                                                    |                       |
| 3 | "Cachorro desgraçado"             | Bill Benz    | - David Wain - Krister Johnson - Jonathan M. Stern | 10 de janeiro de 2020 |
| Seguindo uma pista, Owen e Lola vão parar na Itália e, de lá, fazem uma fuga desastrosa para a África, no encalço do homem que criou o vírus misterioso.                |                                   |              |                                                    |                       |
| 4 | "Atividade grupal adulta"         | Bill Benz    | - David Wain - Krister Johnson - Jonathan M. Stern | 10 de janeiro de 2020 |
| Na tentativa de desbloquear um celular, Owen e Lola visitam alguns parques aquáticos e chegam a uma comunidade de aposentados cheios de empolgação na Flórida.          |                                   |              |                                                    |                       |
| 5 | "Te vira, linda"                  | Bill Benz    | - David Wain - Krister Johnson - Jonathan M. Stern | 10 de janeiro de 2020 |
| Uma nova ameaça leva Owen e Lola à Letônia em busca de um homem chamado Nikolai. Desta vez, a doutora Cat vai ter que demonstrar mais talento do que nunca em seu show. |                                   |              |                                                    |                       |
| 6 | "A lasanha como um todo"          | Bill Benz    | - David Wain - Krister Johnson - Jonathan M. Stern | 10 de janeiro de 2020 |
| Após uma visita ao ex-mentor de Owen em Xangai, ele e Lola se animam a dar uns tiros. A busca por uma nova pista revela uma traição de antigos aliados.                 |                                   |              |                                                    |                       |
| 7 | "Todos deveriam entrar em pânico" | Bill Benz    | - David Wain - Krister Johnson - Jonathan M. Stern | 10 de janeiro de 2020 |
| Trancados em uma prisão chinesa, Lola e Owen encontram um rosto familiar. Mas eles logo descobrem que ficar atrás das grades não é nada divertido.                      |                                   |              |                                                    |                       |
| 8 | "Só o pau"                        | Bill Benz    | - David Wain - Krister Johnson - Jonathan M. Stern | 10 de janeiro de 2020 |
| Após uma fuga ousada, Owen, Lola e seus companheiros fugitivos se escondem na remota nação do Butão, onde ocorrem revelações surpreendentes.                            |                                   |              |                                                    |                       |
| 9 | "Tarados por mesa"                | Bill Benz    | - David Wain - Krister Johnson - Jonathan M. Stern | 10 de janeiro de 2020 |
| Lola e Owen retornam ao Hospital Infantil para tentar recuperar o notebook crucial e acabam tendo de participar de um leilão da alta sociedade.                         |                                   |              |                                                    |                       |
| 10 | "Tudo volta ao normal... Será??"  | Bill Benz    | - David Wain - Krister Johnson - Jonathan M. Stern | 10 de janeiro de 2020 |
| O Hospital Infantil está sendo atacado! Owen precisa confiar em seu talento como cirurgião para extrair do cérebro de Lola a chave para o mistério do vírus.            |                                   |              |                                                    |                       |